# Vecinos por San Lorenzo de El Escorial
Vecinos por San Lorenzo de El Escorial es un partido político de ámbito local de San Lorenzo de El Escorial.

## Orígenes del partido
Vecinos nació como una Asociación independiente, sin vinculación con ningún partido político y con la finalidad de presentar una candidatura ciudadana a las elecciones municipales.
A partir del año 2013 se funda la asociación Vecinos por San Lorenzo de El Escorial con el fin de defender el medio natural y denunciar las malas prácticas que venía realizando el gobierno del municipio en los años anteriores.
En los primeros años, la asociación realiza diversas actividades como limpiar grafitis o marchas para oponerse a la edificación del monte.
En el año 2014 se refunda como partido político con el fin de presentarse a las elecciones municipales del 2015. 
En un principio el objetivo era crear un partido en San Lorenzo de El Escorial y otro en El Escorial ya que uno de los objetivos iniciales de la asociación (y posteriormente del partido) era buscar la unificación de ambos pueblos. Finalmente solo se creó en San Lorenzo de El Escorial debido a la falta de militantes en El Escorial.

## Llegada a la alcaldía
Tras las elecciones municipales de 2015 el Consistorio sanlorentino quedó muy dividido. Por primera vez en 20 años el PP había perdido la mayoría absoluta de concejales en el Ayuntamiento aunque conservó una amplia ventaja sobre el resto de partidos (obtuvo 6 de los 17 concejales que componen la corporación).
El resto de partidos comenzaron unas rondas de consultas y negociaciones para buscar un gobierno alternativo al de Fernández-Quejo (PP) . Finalmente, todos los partidos del ayuntamiento menos el PP y AME (Alternativa municipal española) apoyaron a la candidata de VxSLE, Blanca Juárez Lorca, en la sesión de investidura del 13 de junio de 2015. Se formó un gobierno de coalición liderado por VxSLE e integrado por PSOE, En Común (Izquierda Unida+Equo) y Pueblo San Lorenzo (partido independiente).
Así, Vecinos por San Lorenzo de El Escorial conseguía llegar al gobierno del ayuntamiento en sus primeras elecciones municipales y con solo 2 concejales.

### Candidatos elecciones 2015[3]
1. Blanca Juárez Lorca
2. Álvaro Martínez Pérez
3. Marta Martín Worm
4. José María Herranz Sánchez
5. Segismundo Alonso Blanco
6. Esther Lozano García
7. Aurelia Modrego Rico
8. Carlos Tarrío Ruiz
9. Juan Luis Pacios Gómez
10. Fernando Laviña Richi
11. Mercedes Riera Zimbrelo
12. Miguel Cillanueva de Santos
13. Marina Duque Crane
14. José Berísimo Cordovés Vicente
15. Amador López Hueros
16. Federico Padrón Padrón
17. María del Carmen Freile Fanlo

### Miembros de VxSLE en el gobierno (legislatura 2015-2019)
- Blanca Juárez Lorca: alcaldesa.
- Álvaro Martínez Pérez: tercer teniente de alcalde, concejal delegado de Hacienda, Planificación Económica y Comercio.

En febrero de 2018 dimite Álvaro Martínez Pérez. Ocupa su puesto de concejal José María Herranz.

## Partido más votado y pérdida de la alcaldía
Tras las elecciones celebradas en mayo de 2019, y a pesar de haber sido la fuerza más votada (5 concejales) por 47 votos de diferencia respecto al Partido Popular, VxSLE pierde la alcaldía por el pacto entre PP, Cs y Vox.

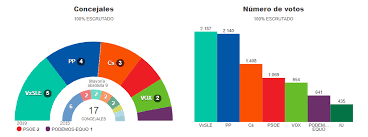
Elecciones municipales San Lorenzo de El Escorial (2019)

### Candidatos elecciones 2019[5]
1. Blanca Juárez Lorca
2. José María Herranz Sánchez
3. Carlos Eliseo Tarrio Ruiz (Independiente)
4. Montserrat Galán Aparicio
5. Susana Martínez Pérez
6. Álvaro Martínez Pérez
7. María Anahí Asenjo Romera
8. Fernando José del Campo Fernández-Shaw
9. José Antonio Cachaza Gómez
10. Mercedes Riera Zimbrelo
11. Juan Luis Pacios Gómez
12. Marta Eufemia Martín Worm
13. Segismundo Alonso Blanco
14. Aurelia Manuela Modrego Rico
15. José Berisimo Cordovés Vicente
16. Marina Duque Crane
17. Ana Recio Hernández

### Labor de oposición
Con 5 concejales Vecinos por San Lorenzo de El Escorial lidera la oposición en el pleno de San Lorenzo de El Escorial. Pese a obtener la mayoría de los votos y el mayor número de concejales, el pacto de PP con Cs para gobernar y el apoyo de Vox en la investidura, han impedido que gobernara en la que hubiera sido su segunda legislatura.

## Legislatura 2023-2027
Con 2 de 17 concejales, 3 menos que en la legislatura anterior, Vecinos por San Lorenzo de El Escorial fue el tercer partido político del Pleno Municipal de San Lorenzo de El Escorial con mayor votos obtenidos en las Elecciones municipales españolas de 2023, siendo concejales electos José María Herranz y Carlos Tarrío. 
En marzo de 2024, tras la dimisión de Tarrío, la exalcaldesa de San Lorenzo de El Escorial, Blanca Juárez, volvió a formar parte del Consistorio Municipal, ya que ocupaba la tercera posición en las listas electorales y no obtuvo el acta de concejal. Sin embargo, en el pleno municipal del mes de enero de 2025, la exalcaldesa presentó su dimisión como Concejal, finalizando su segunda etapa como edil en el consistorio municipal. 

## Resultados electorales
| Municipales de 2015 | 1.029 | 11,91 % | 2/17 |
| Municipales de 2019 | 2.187 | 24,48 % | 5/17 |
| Municipales de 2023 | 1.258 | 13,47 % | 2/17 |

## Comisión Ejecutiva[8]
- Carlos Tarrío Ruiz (Presidente)
- José María Herranz Sánchez (Vicepresidente)
- Susana Martínez Pérez (Secretaria)
- Montserrat Galán Aparicio (Tesorera)
- José Antonio Cachaza Gómez (vocal)
- Manuel Giménez Cerezo (vocal)